# Kloster Ravanica

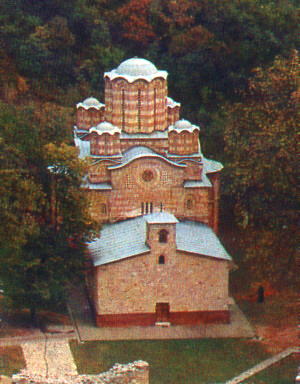
Kloster Ravanica

Das Kloster Ravanica ist ein Kloster in Serbien. Es befindet sich am Fuße des Serbischen Erzgebirges in der Nähe des Dorfes Senje bei Ćuprija.
Ravanica ist eine Stiftung des Fürsten Lazar Hrebeljanović, der 1389 in der Schlacht auf dem Amselfeld ums Leben kam und dessen Gebeine anschließend in diesem Kloster beigesetzt wurden. Ravanica wurde zwischen 1375 und 1377 erbaut.
Im Stil der Morava-Schule erinnert die Klosteranlage von außen eher an eine Festung. Der gesamte Klosterkomplex bestand aus Kirche, diversen Wirtschaftsgebäuden, Mönchszellen, Spital und einem Refektorium und war durch eine Befestigungsmauer mit sieben Türmen umschlossen, von denen heute noch Teile der nördlichen Mauer sowie drei Türme existieren.
Die Kirche wurde der Himmelfahrt Christi geweiht. Sie hat die Form eines orthodoxen Kreuzes mit fünf Kuppeln, kombiniert mit drei Konchen. Vier freistehende Stützen tragen die zentrale Kuppel. An der Ostseite findet man eine dreigliedrige Apsis.